# بیکر بروک، نیوبرانزویک
بیکر بروک، نیوبرانزویک (به انگلیسی: Baker-Brook, New Brunswick) یک منطقهٔ مسکونی در کانادا است که در محله ماداگاسکا واقع شده‌است. بیکر بروک ۱۲٫۲۹ کیلومتر مربع مساحت و ۵۸۵ نفر جمعیت دارد.